# Cassidy
Cassidy, nome artístico de Barry Adrian Reese, (Filadélfia, Pensilvânia, 7 de Julho de 1982), é um rapper americano. Seu maior sucesso é o álbum Split Personality realizado em 2004.

## Biografia
Barry Adrian Reese nasceu e cresceu na Filadélfia, Pensilvânia em 7 de Julho de 1982, Conhecido pelo seu nome artístico Cassidy, MC de Filadélfia, construiu um nome e reputação através das suas inegáveis enquanto battle mc. Participou igualmente em inúmeras mixtapes dando nas vistas. A sua credibilidade nas ruas ia se tornando cada vez maior, até ser descoberto por Swizz Beatz que o contrata para a sua editora, a Full Surface, incorporada na J-Records.

## Carreira
O primeiro álbum sai em 2004, Split Personality, marca ambém um ponto de viragem relativamente ao que Cassidy havia feito antes da estréia do álbum. O álbum traz um Cassidy claramente mais virado para o mercado do que, propriamente, para fazer a sua música como fizera anteriormente.
Prova disso são temas como "Hotel", com R. Kelly, ou "Get No Better", com Mashonda. Contudo, o álbum resultou para Cassidy em grandes proveitos e a um lugar de destaque no universo do hip hop.
O álbum conta, para além dos já citados R. Kelly e Mashonda, com nomes como Snoop Dogg, Styles P, Swizz Beatz, Jadakiss, Jazze Pha, e Trina.
Apenas um ano depois Cassidy regressa com novo álbum, I'm a Hustla pretendendo demonstrar uma nova faceta de Cassidy e, de certa forma, quebrar com o que havia sido feito no primeiro álbum do jovem rapper. O single do álbum, "I'm a Hustla", dá-lhe igualmente nome, e utiliza no refrão um sample de Jay-Z.
Do tema acima mencionado existe ainda um remix com a participação de Mary J. Blige. De resto, é novamente um álbum bastante rico em colaborações. Neste surgem nomes como os de Nas, Swizz Beatz, Raekwon, Fabolous, Lil' Wayne, Quan, Mario e Mashonda.
I'm a Hustla foi um dos melhores álbuns do ano de 2005. Um álbum de grande valor, desde o início até ao fim em que Cassidy põe em exibição todas as, enormes, qualidades que fazem dele um dos melhores rappers da atualidade.

## Discografia

### Álbuns
- 2004 - Split Personality
- 2005 - I'm a Hustla
- 2007 - B.A.R.S. The Barry Adrian Reese Story

### Singles solo
| Ano  | Música                                     | U.S. Hot 100 | U.S. R&B | U.S. Rap | Álbum             |
| ---- | ------------------------------------------ | ------------ | -------- | -------- | ----------------- |
| 2004 | "Hotel" (feat. R. Kelly)                   | 4            | 2        | 2        | Split Personality |
| 2004 | "Get No Better" (feat. Mashonda)           | 82           | 51       | 25       | Split Personality |
| 2005 | "I'm a Hustla"                             | 34           | 8        | 5        | I'm a Hustla      |
| 2005 | "B-Boy Stance"                             | -            | 75       | -        | I'm a Hustla      |
| 2007 | "My Drink N My 2 Step" (feat. Swizz Beatz) | 33           | 11       | 6        | B.A.R.S.          |

## Participações
- "My Love Is Like...Wo (remix)" (por Mýa)
- "If There's Any Justice (remixes)" (por Lemar)
- "Don't Care Who Knows" (por Keisha White)
- "One More Day In The Hood" (por Yung Wun)
- "Celebrate" (por Wyclef Jean feat. Patti LaBelle & Cassidy)
- "18" (por Mario)
- "Come & Get Me" (por Swizz Beatz)
- "Cold As Ice" (por Jay-Z)
- "Monster Music (G.H.E.T.T.O.)" (por Mos Def)
- "The General (Salute Me) (remix)" (por Nas feat. Fat Joe & Cassidy)
- "Psycho (Get Hype)" (por Busta Rhymes feat. Papoose & Cassidy)
- "Philly Gettin' Money" (por Larsiny )
- "Aim 4 The Head" (por Ruff Ryders feat. Cassidy, J-Hood & Jin)
- "Aim 4 The Head" (por The Game)
- "State Your Name" (por The Game feat. Cassidy & Lil' Flip)
- "Gold Digger" (por 112)
- "Shawty" (por ATL & Mario Winans)
- "Make Noise" (por The Notorious B.I.G. feat. Swizz Beatz & Cassidy)
- "Ride Out" (por Swizz Beatz)
- "Earthquake" (por Mos Def)
- "Straight Rydaz" (por Lil' Flip)
- "Big Chips" (por Deemi)
- "Bigger Business" (por Swizz Beatz feat. Baby, Jadakiss, P. Diddy, Snoop Dogg, Ronald Isley, Cassidy & TQ)
- "Down 2 Ride" (por Shelley)
- "Liberty Bell" (por DJ Clue feat. Beanie Sigel, Cassidy & Freeway)
- "No Rules" (por DJ Drama feat. Beanie Sigel & Cassidy)
- "Hustler's Poster Child" (por Fabolous)
- "How Do I Breathe (Remix)" (por Mario)
- "No Hook" (por DJ Khaled feat. Jim Jones, Cassidy, Rob Cash & Styles P)
- "In The Ghetto" (por DJ Kay Slay feat. Fat Joe, Jim Jones, Shaq Diesel, Cassidy & Sheek Louch)
- "Can You Handle It" (por Merlino feat. Cassidy & Bipper)
- "Nahmeanuheard (Remix)" (por N.O.R.E. feat. Capone, Cam'ron, Cassidy & Fat Joe)
- "We Hit Um (N.W.A.)" (por Maino feat. Uncle Murder, Cassidy & D.V. aliás Khryst)
- "Untitled" (por Tyrese feat. Keith Murray & Cassidy)
- "Walt Whitman Connects" (por Joe Budden feat. Cassidy)
- "Hop Out" (por Frankie Krutches feat Cassidy)
- "R. Again" (por R. Kelly feat. Cassidy & Swizz Beatz)
- "Where You Are/Glamarous Life" (por Naam Brigade feat. E-Ness & Cassidy)